# برنامج حماية البوابة
برنامج حماية البوابة (بالإنجليزية: Gateway Protection Programme) هو مخطط تديره الحكومة البريطانية في شراكة مع المفوضية العليا للأمم المتحدة لشؤون اللاجئين ويُشارك في تمويله الاتحاد الأوروبي، البرنامج يُقدم طريقةً قانونيةً لتخصيص حصة لاستيطان اللاجئين في المملكة المُتحدة. وكان البرنامج بناءً على اقتراح من وزير الداخلية البريطاني، ديفيد بلانكيت، في أكتوبر 2001، وقد كتبته شؤون الجنسية وقانون الهجرة واللجوء عام 2002، وتم العمل به ووضعه أساسًا قانونيًا في آذار 2004. وقد حظي البرنامج منذ نشأته على دعم واسع من الأحزاب السياسية الرئيسة في المملكة المتحدة.
في البداية كان البرنامج يستقبل 500 لاجئ سنويًا، والذي زاد في وقت لاحق إلى 750، ولكن من الملاحظ أن العدد الفعلي للاجئين الذين أعيد توطينهم في معظم سنوات أقل من الحصة المسموح بها. البرنامج يستقبل اللاجئين من ليبيريا، أو الكونغو، أو السودان، أو بورما، أو إثيوبيا، أو موريتانيا، أو العراق، أو البوتان، أو إريتريا، أو فلسطين، وقد أُعيد توطين السيراليين واللاجئين الصوماليين في إطار البرنامج. ويُوطَّن اللاجئون في عدة مواقع في إنجلترا واسكتلندا. السلطات المحلية الثامنة عشر شاركت بالتوطين في بعض مواقعها بحلول عام 2012، وقد كان ثمانية منها في منطقة شمال غرب إنجلترا وثلاثة في يوركشاير وهامبرسايد. وأشادت عمليات تقييم البرنامج على وجود تأثير إيجابي على استقبال اللاجئين بالنسبة المجتمعات المحلية، ولكن لاحظت كذلك الصعوبات التي يُواجهها اللاجئين في تأمين فرص عمل.